# Lionel Jeffries
Lionel Charles Jeffries (født 10. juni 1926, død 19. februar 2010) var en britisk skuespiller, manuskriptforfatter og filminstruktør. Efter den 2. verdenskrig blev han tildelt Burma Star.
Han havde en succesfuld karriere i britisk film hovedsageligt i komiske roller. Hans skuespillerkarriere toppede i 1960'erne med ledende roller i film som To-Way Stretch (1960), The Trials of Oscar Wilde (1960), First Men in the Moon (1964) og Camelot (1967).
Efter lang tids sygdom, døde han på et plejehjem den 19. februar 2010. Han var gift med Eileen Mary Walsh fra 1951 indtil sin død.

## Filmografi
Instruktør
| År   | Titel                   | Instrutkør | Manuskriptforfatter |
| ---- | ----------------------- | ---------- | ------------------- |
| 1970 | The Railway Children    | Ja         | Ja                  |
| 1972 | The Amazing Mr. Blunden | Ja         | Ja                  |
| 1973 | Baxter!                 | Ja         | Nej                 |
| 1977 | Wombling Free           | Ja         | Ja                  |
| 1978 | The Water Babies        | Ja         | Additional          |
| 1979 | Nelson's Touch (short)  | Nej        | Ja                  |

Skuespiller
- Stage Fright (1950) – Bald RADA Student (uncredited)
- Will Any Gentleman...? (1953) – Mr. Frobisher
- The Black Rider (1954) – Martin Bremner
- The Colditz Story (1955) – Harry Tyler
- The Quatermass Xperiment (1955) – Blake
- No Smoking (1955) – George Pogson
- All for Mary (1955) – Maitre D', Hotel
- Windfall (1955) – Arthur Lee
- Jumping for Joy (1956) – Bert Benton
- Bhowani Junction (1956) – Captain McDaniel
- The Baby and the Battleship (1956) – George
- Eyewitness (1956) – Man in Pub
- Lust for Life (1956) – Dr. Peyron
- High Terrace (1956) – Monkton
- Up in the World (1957) – Wilson
- The Man in the Sky (1957) – Keith
- Doctor at Large (1957) – Dr. Hatchet
- Hour of Decision (1957) – Elvin Main
- The Vicious Circle (1957) – Geoffrey Windsor
- Barnacle Bill (1957) – Garrod
- Blue Murder at St Trinian's (1957) – Joe Mangan
- Dunkirk (1958) – Colonel – Medical Officer
- Charles and Mary (1958, TV Movie) – George Dyer
- Up the Creek (1958) – Steady Barker
- The Revenge of Frankenstein (1958) – Fritz
- Law and Disorder (1958) – Major Proudfoot
- Orders to Kill (1958) – Interrogator
- Girls at Sea (1958) – Harry, the Tourist
- Behind the Mask (1958) – Walter Froy
- Further Up the Creek (1958) – Steady Barker
- Nowhere to Go (1958) – Pet Shop Clerk (uncredited)
- Idol on Parade (1959) – Bertie
- The Nun's Story (1959) – Dr. Goovaerts
- Bobbikins (1959) – Gregory Mason
- Please Turn Over (1959) – Ian Howard
- Two-Way Stretch (1960) – Chief P.O. Crout
- Jazz Boat (1960) – Sergeant Thompson
- Life Is a Circus (1960) – Genie
- Let's Get Married (1960) – Marsh
- The Trials of Oscar Wilde (1960) – John Sholto Douglas, Marquis of Queensberry
- Tarzan the Magnificent (1960) – Ames
- Fanny (1961) – Monsieur Brun (The Englishman)
- The Hellions (1961) – Luke Billings
- Operation Snatch (1962) – Evans
- Mrs. Gibbon's Boys (1962) – Lester Gibbons
- The Notorious Landlady (1962) – Inspector Oliphant
- Kill or Cure (1962) – Det. Insp. Hook
- The Wrong Arm of the Law (1963) – Inspector Fred 'Nosey' Parker
- Call me Bwana (1963) – Ezra
- The Scarlet Blade (1963) – Col. Judd
- The Long Ships (1964) – Aziz
- First Men in the Moon (1964) – Cavor / Joseph Cavor
- Murder Ahoy! (1964) – Captain Sydney De Courcy Rhumstone
- The Truth About Spring (1965) – 'Cark' / Cark
- You Must Be Joking! (1965) – Sgt. Maj. McGregor
- The Secret of My Success (1965) – Insp. Hobart / Baron von Lukenberg / The Earl of Aldershot / President Esteda
- The Spy with a Cold Nose (1966) – Stanley Farquhar
- Drop Dead Darling (1966) – Parker
- Oh Dad, Poor Dad, Mamma's Hung You in the Closet and I'm Feelin' So Sad (1967) – Airport Commander
- Camelot (1967) – Kong Pellinore
- Jules Verne's Rocket to the Moon (1967) – Sir Charles Dillworthy
- Chitty Chitty Bang Bang (1968) – Grandpa Potts
- 12 + 1 (1969) – Randomhouse
- Twinky (1970) – Solicitor
- Eyewitness (1970) – Grandpa
- The Railway Children (1970) – Malcolm (uncredited)
- Whoever Slew Auntie Roo? (1972) – Inspector Ralph Willoughby
- Royal Flash (1975) – Kraftstein
- What Changed Charley Farthing? (1976) – Houlihan
- Wombling Free (1978) – Womble (voice)
- The Prisoner of Zenda (1979) – General Sapt
- Cream in My Coffee (1980, TV Movie) – Bernard Wilsher
- Better Late Than Never (1983) – Bertie Hargreaves
- Abel's Island (1988 short) – Gower (voice)
- Danny, the Champion of the World (1989, TV Movie) – Mr. Snoddy
- A Chorus of Disapproval (1989) – Jarvis Huntley-Pike
- First and Last (1989, TV Movie) – Laurence
- Ending Up (1989, TV Movie) – Shorty
- Jekyll & Hyde (1990, TV Movie) – Jekyll's Father
- Heaven on Earth (1998, TV Movie) – Isaac Muller